# Принсесс-Роял
Принцес-Роял (англ. Princess Royal Island) — острів поблизу узбережжя Британської Колумбії, четвертий за розміром острів Канади у Тихому океані. Острів розташований приблизно за 520 км на північ від міста Ванкувера та приблизно за 200 км на південь від міста Принц-Руперт.

## Географія
Площа острова становить 2 251 км². Довжина берегової лінії — 592 км. Довжина острова — 83,2 км, ширина — 45,1 км. Найвища точка — гора Пері — 1 067 м над рівнем моря.
Зі сходу острів відділяється від материка протокою, на заході розташований острів Аристасабаль (англ. Aristazabal Island), який відділяє острів Принцесс-Роял від протоки Гекате.
Найближчі острови: з півночі — Кампаніа (англ. Campania Island), Гіль (англ. Gil Island), Гріббел (англ. Gribbell Island), з південного сходу — Сара (англ. Sarah), з півдня — Свіндл (англ. Swindle Island) і Прайс (англ. Price Island). На острові розташовано багато озер, найбільші з яких Анкор (англ. Anchor Lake), Вейлен (англ. Whalen Lake) й Вьютдейл (англ. Butedale Lake). Острів Принцесс-Роял вкритий густими хвойними лісами.
Острів незаселений, найбільші села на острові: Лемту (англ. Lemtu) на острові Свіндл (англ. Swindle Island) та Гартлі-Бей (англ. Hartley Bay) на материці Британської Колумбії.

## Флора і фауна
Клімат на острові помірний і дуже вологий, сприятливий для зростання хвойних лісів. Організація Всесвітній фонд дикої природи вважає, що острів Принцесс-Роял належить до екозон вологих лісів Тихоокеанського узбережжя. Тваринний світ представлений оленями, вовками, лисицями. Є гніздування лисих орлів і беркутів. У прибережних водах водиться лосось, мешкають слонові тюлені і морські свині (підряд зубастих китів). Яскравими представниками тваринного світу на острові є три види ведмедів — грізлі, чорний ведмідь і унікальний білий барибал (Kermode bear), що живе тільки на островах Британської Колумбії і у вузькій смузі узбережжя, яка простягається від північного краю острова Ванкувер на північ до Ручки Аляски. Кількість білих барибалів на острові оцінюють в 120 особин, для їхнього захисту створено резерват Спірит-Беа. Люди Кінас Ксайксайс, які жили поруч із цими ведмедями тисячі років, розповідають міф: «Ворон зробив одного з десяти чорних ведмедів білим, щоб нагадувати людям про час, коли льодовики покривали цю землю і що люди повинні бути вдячні тому, що нині земля вкрита пишною і багатою рослинністю».

## Історія
Острів Принцесс-Роял було названо в 1788 р. капітаном Чарльзом Дунканом (англ. Captain Charles Duncan)на честь свого судна.
Наразі острів безлюдний, але протягом першої половини XX століття на ньому було два селища: Сюрф-Інлет (Surf Inlet), який також носив назву Порт Белмон, існував за часів «мідної лихоманки» на островах з 1918 по 1926 рік. Після виснаження запасів мідних руд селище припинило своє існування; друге селище Бютдейл (Butedale) було селищем рибалок і працівників рибоконсервного заводу, в ньому жило близько 400 осіб, але в середині 50-х років жителі покинули і його.